# Murat Ziazikow
Murat Magomietowicz Ziazikow, ros. Мурат Магометович Зязиков (ur. 10 września 1957 w Oszu) – rosyjski wojskowy i polityk narodowości kirgiskiej, generał porucznik, doktor nauk filozoficznych, prezydent Inguszetii (2002–2008).

## Odznaczenia
- Order „Za zasługi dla Ojczyzny” III klasy (2008)
- Order „Za zasługi dla Ojczyzny” IV klasy (2004)
- Order Męstwa – dwukrotnie (1997, 2000)
- Medal jubileuszowy „60-lecia zwycięstwa w Wielkiej Wojnie Ojczyźnianej 1941–1945”
- Order Sergiusza Radoneżskiego II klasy (Орден преподобного Сергия Радонежского, Rosyjska Cerkiew Prawosławna)